# Carlton (Oregon)
Carlton è una città degli Stati Uniti d'America situata nell'Oregon, nella Contea di Yamhill.